# آلیسیا سمپلنسکا
آلیسیا سمپلنسکا (به انگلیسی: Alicja Maria Szemplińska) (زاده ۲۹ آوریل ۲۰۰۲) خواننده لهستانی است.
او نماینده لهستان در یوروویژن ۲۰۲۰ بود ولی این مسابقات به دلیل دنیاگیری کووید-۱۹ برگزار نشد.